# Toché
José Verdú Nicolás (Santomera, Murcia, 1 de enero de 1983), más conocido como Toché, es un  exfutbolista español. Jugaba de
delantero y actualmente es director deportivo del Albacete Balompié

## Trayectoria
Comenzó su andadura futbolística en la vega baja del Segura, pateando esféricos por las calles de Santomera, antes de ir a las categorías inferiores del Atlético de Madrid, en el que rápidamente se hizo con la confianza de los técnicos del club debido a sus grandes cualidades como delantero centro con gran olfato de gol y buen remate de cabeza, consiguiendo treinta y cuatro goles en dos temporadas con el filial rojiblanco.
Tras dos temporadas en el filial, los técnicos decidieron hacerle debutar en Primera División con el primer equipo, pero debido a las lesiones tan sólo disputó un partido en la primera plantilla.
A partir de ahí comienza una racha de tres temporadas consecutivas como cedido, primero en el CD Numancia, temporada 2004/2005, donde continuó sufriendo el gafe de las lesiones y tan sólo llegó a disputar cinco partidos en Primera División.
Durante la temporada 2005/2006 jugó cedido en Segunda División con el Hércules CF, disputando veinticinco encuentros y consiguiendo 3 goles.
En la temporada 2006/2007 jugó para el Real Valladolid, donde disputó quince encuentros de liga, logrando cuatro tantos. Allí disfrutó, además, del ascenso a Primera División del club blanquivioleta.
Para la temporada 2007/2008 Toché regresó a Soria para jugar de nuevo en el CD Numancia, esta vez en Segunda División, disputando un total de catorce partidos y anotando 3 goles, volviendo a ascender a Primera División.
En el inicio de la campaña 2008/2009 Toché no disfrutó de demasiados minutos en el cuadro rojillo, por lo que decidió marcharse en el mercado invernal al Albacete Balompié, club de la Segunda División donde consiguió anotar cinco goles en veintidós encuentros.
Su buena conexión con Juan Ignacio Martínez, su técnico en Albacete, y que había fichado por el FC Cartagena para la campaña 2009/2010 en Segunda División, fue una de las razones por las que decidió dejar Albacete y marcharse a Cartagena. Durante esta campaña en el club albinegro Toché logró recuperar la confianza que le valió destacar en el Atlético de Madrid; además de respetarle las lesiones, aquí logra convertirse en uno de los máximos goleadores de la categoría, destacando como un delantero luchador, bien posicionado y hábil de cabeza. Roza el ascenso a Primera División con el FC Cartagena, contribuyendo con diecinueve goles en Liga y dos en Copa del Rey.
Para la temporada 2010/2011 continúa siendo el delantero centro titular del FC Cartagena. Además, con sus goles iguala el récord en Segunda División de Andrés (delantero albinegro de los ochenta), que hasta esa temporada ostentaba el récord de goles en las diecisiete temporadas que el fútbol cartagenero había disputado hasta la fecha en Segunda División, tanto con el Cartagena FC (15 temporadas) como el FC Cartagena. Finaliza aquí la temporada marcando dieciséis goles en liga, lo que lo convierte de nuevo en el máximo goleador del equipo.
En julio de 2011 Toché firmaría por tres temporadas con el Panathinaikos Fútbol Club, con el que el delantero santomerano ganaría 1,5 millones de euros en tres temporadas, jugando la previa de la Liga de Campeones.
En enero de 2014, "Toché" queda libre tras desvincularse del Panathinaikos Fútbol Club y decide fichar por el Deportivo de La Coruña. Allí consiguió el ascenso a Primera División y disputar la Liga BBVA, durante dos temporadas en las que jugaría 25 partidos y acumularía un total de 978 minutos, anotando nueve goles. 
En el año 2015 se desvincula del Real Club Deportivo de La Coruña, donde había anotado 8 goles entre mitad de la campaña 2013-2014 y toda la 2014-2015, y habiendo sido el jugador con mejor promedio de goles/minutos jugados en el equipo en la temporada 2014-2015. El delantero  internacional Sub-20, salió de La Coruña con una cifra de 193 partidos disputados en Liga BBVA y Liga Adelante en diez temporadas. En su trayectoria destacarían tres ascensos logrados a Liga BBVA, en las filas del Real Valladolid (2006-07), CD Numancia (2008-09) y Deportivo de la Coruña (2014).
En el año 2015 ficha por el Real Oviedo SAD, el primero tras el regreso de los azules al fútbol profesional. El delantero murciano entró por la puerta grande y marcó 17 tantos en sus dos primeros cursos como carbayón, siendo indispensable para Sergio Egea, David Generelo y Fernando Hierro. Ya con Juan Antonio Anquela en el banquillo azul, a finales de octubre de 2017 llevaba cinco goles en su cuenta, Toché sufrió una lesión en el menisco interno de la rodilla izquierda por la que tuvo que pasar por el quirófano. Volvió a principios de enero de 2018, pero nunca recuperó su mejor nivel. Desde aquella operación, el murciano jugó 47 encuentros con el Real Oviedo, pero solo 15 como titular. El capitán carbayón finaliza su etapa azul con 139 partidos disputados (136 de Liga y 3 de Copa del Rey) y 43 goles (42 en Liga y 1 en Copa). 
En julio de 2019, tras rescindir su contrato con el Real Oviedo pese a quedarle una temporada más de contrato, se comprometió con el Burgos Club de Fútbol de la Segunda División B de España por dos temporadas a razón de 220 000 euros anuales. Con el conjunto burgalés jugó 1500 minutos divididos en 24 partidos, consiguiendo anotar cinco goles.
El 3 de septiembre de 2020 firmó como jugador del Orihuela Club de Fútbol, también de Segunda B, por una temporada. Tras su retirada, se convirtió en director deportivo de la entidad alicantina.

## Clubes
Actualizado el 4 de septiembre de 2020.
| Club                         | País   | Año       | Partidos (Liga) | Goles (Liga) |
| ---------------------------- | ------ | --------- | --------------- | ------------ |
| Atlético de Madrid B         | España | 2002-2004 | 71              | 33           |
| Atlético de Madrid           | España | 2003-2004 | 1               | 0            |
| C. D. Numancia               | España | 2004-2005 | 5               | 0            |
| Hércules C. F.               | España | 2005-2006 | 25              | 3            |
| Real Valladolid C. F.        | España | 2006-2007 | 15              | 4            |
| C. D. Numancia               | España | 2007-2008 | 14              | 3            |
| Albacete Balompié            | España | 2008-2009 | 22              | 5            |
| F. C. Cartagena              | España | 2009-2011 | 74              | 38           |
| Panathinaikos F. C.          | Grecia | 2011-2013 | 46              | 25           |
| R. C. Deportivo de La Coruña | España | 2013-2015 | 37              | 8            |
| Real Oviedo                  | España | 2015-2019 | 94              | 41           |
| Burgos C. F.                 | España | 2019-2020 | 24              | 5            |
| Orihuela C. F.               | España | 2020-2021 |                 |              |

## Estadísticas
Actualizado el 22 de octubre de 2017.
| Atlético de Madrid "B" · España |               |               |            |     |    |   |    |    |     |      |      |      |
| 2ªB | 2002/03       | 37            | 14         | —   | —  | — | —  | 37 | 14  | 0,38 |      |      |
| 2ªB | 2003/04       | 34            | 19         | —   | —  | — | —  | 34 | 19  | 0,56 |      |      |
| Total club | Total club    | 71            | 33         | 0   | 0  | 0 | 0  | 71 | 33  | 0,47 |      |      |
| Atlético de Madrid · España |               |               |            |     |    |   |    |    |     |      |      |      |
| 1.ª | 2003/04       | 1             | 0          | 1   | 0  | — | —  | 2  | 0   | 0    |      |      |
| Total club | Total club    | 1             | 0          | 1   | 0  | 0 | 0  | 2  | 0   | 0    |      |      |
| Numancia de Soria · España |               |               |            |     |    |   |    |    |     |      |      |      |
| 1.ª | 2004/05       | 5             | 0          | —   | —  | — | —  | 5  | 0   | 0    |      |      |
| Total club | Total club    | 5             | 0          | 0   | 0  | 0 | 0  | 5  | 0   | 0    |      |      |
| Hércules CF · España |               |               |            |     |    |   |    |    |     |      |      |      |
| 2.ª | 2005/06       | 25            | 3          | —   | —  | — | —  | 25 | 3   | 0,12 |      |      |
| Total club | Total club    | 25            | 3          | 0   | 0  | 0 | 0  | 25 | 3   | 0,12 |      |      |
| Real Valladolid · España |               |               |            |     |    |   |    |    |     |      |      |      |
| 2.ª | 2006/07       | 33            | 7          | 6   | 1  | — | —  | 33 | 7   | 0,26 |      |      |
| Total club | Total club    | 15            | 4          | 6   | 1  | 0 | 0  | 21 | 5   | 0,24 |      |      |
| Numancia de Soria · España |               |               |            |     |    |   |    |    |     |      |      |      |
| 2.ª | 2007/08       | 13            | 3          | 1   | 0  | — | —  | 14 | 3   | 0,21 |      |      |
| 1.ª | 2008/09       | 1             | 0          | 2   | 0  | — | —  | 3  | 0   | 0    |      |      |
| Total club | Total club    | 14            | 3          | 3   | 0  | 0 | 0  | 17 | 3   | 0,18 |      |      |
| Albacete Balompié · España |               |               |            |     |    |   |    |    |     |      |      |      |
| 2.ª | 2008/09       | 22            | 5          | —   | —  | — | —  | 22 | 5   | 0,23 |      |      |
| Total club | Total club    | 22            | 5          | 0   | 0  | 0 | 0  | 22 | 5   | 0,23 |      |      |
| FC Cartagena · España |               |               |            |     |    |   |    |    |     |      |      |      |
| 2.ª | 2009/10       | 40            | 19         | 2   | 2  | — | —  | 42 | 21  | 0,5  |      |      |
| 2.ª | 2010/11       | 34            | 16         | 1   | 1  | — | —  | 35 | 17  | 0,49 |      |      |
| Total club | Total club    | 74            | 35         | 3   | 3  | 0 | 0  | 77 | 38  | 0,49 |      |      |
| Panathinaikos F.C. · Grecia | 1ª            | 2011/12       | 23         | 11  | 1  | 0 | 3  | 2  | 27  | 13   | 0,48 |      |
| Panathinaikos F.C. · Grecia | 1ª            | 2012/13       | 23         | 9   | 2  | 1 | 9  | 2  | 34  | 12   | 0,35 |      |
| Panathinaikos F.C. · Grecia | Total club    | Total club    | 46         | 20  | 3  | 1 | 12 | 4  | 61  | 25   | 0,41 |      |
| RC Deportivo de La Coruña · España | 2.ª           | 2013/14       | 12         | 4   | 0  | 0 | —  | —  | 12  | 4    | 0,33 |      |
| RC Deportivo de La Coruña · España | 1.ª           | 2014/15       | 25         | 4   | 1  | 1 | —  | —  | 26  | 5    | 0,19 |      |
| RC Deportivo de La Coruña · España | Total club    | Total club    | 37         | 8   | 1  | 1 | 0  | 0  | 38  | 9    | 0,24 |      |
| Real Oviedo · España | 2.ª           | 2015/16       | 37         | 17  | 0  | 0 | —  | —  | 37  | 17   | 0,46 |      |
| Real Oviedo · España | 2.ª           | 2016/17       | 40         | 17  | 1  | 0 | —  | —  | 41  | 17   | 0,41 |      |
| Real Oviedo · España | 2.ª           | 2017/18       | 33         | 7   | —  | — | —  | —  | 33  | 7    | 0,40 |      |
| Real Oviedo · España | 2.ª           | 2018/19       | 26         | 3   | —  | — | —  | —  | 26  | 3    | 0,07 |      |
| | Total club    | Total club    | Total club | 88  | 41 | 1 | 0  | 0  | 0   | 89   | 41   | 0,40 |
| Total carrera | Total carrera | Total carrera | 398        | 150 | 18 | 6 | 12 | 4  | 428 | 160  | 0,37 |      |
| (1) Incluye datos de play-off de ascenso / permanencia. (2) Incluye datos de la Copa del Rey y de la Copa de Grecia. (3) Incluye datos de la UEFA Europa League y de clasificación de la Liga de Campeones de la UEFA (2011-13). (*) S/D hace referencia a que no se disponen de datos necesarios. |               |               |            |     |    |   |    |    |     |      |      |      |

## Palmarés

### Campeonatos nacionales
| Título           | Club                  | País   | Año  |
| ---------------- | --------------------- | ------ | ---- |
| Segunda División | Real Valladolid C. F. | España | 2007 |
| Segunda División | C. D. Numancia        | España | 2008 |